# Захват заложников в автобусе 174 (Рио-де-Жанейро)
Захват заложников в автобусе 174 — преступление произошедшее в Рио-де-Жанейро в Бразилии. Преступление имело огромный резонанс поскольку происходило в присутствии большого количества народа и представителей прессы, велась трансляция в прямом эфире, а также ввиду крайне неудачных действий полиции.

## Захват заложников
Захват заложников в автобусе 174 маршрута произошёл в понедельник 12 июня 2000 года примерно в 14:20.
В автобус вошёл 21-летний Сандро Насименто Барбоза (7 июля 1978 — 12 июня 2000) и расположился у окна, он был одет в футболку и лёгкие шорты. Один из пассажиров заметил у него револьвер 38-го калибра, вышел из автобуса и сообщил о подозрительном человеке двум полицейским. Полицейские спустя некоторое время смогли догнать и остановить автобус. Сандро достал оружие, в этот момент в автобусе началась паника, водитель и кондуктор успели покинуть автобус. В заложниках у Сандро оказались 10 человек.
На место происшествия достаточно оперативно были стянуты силы полиции, также появились фото- и телекорреспонденты. Захвативший автобус приставил револьвер к голове одной из заложниц, сидящей в передней части автобуса, и приказал ей сесть за руль, тогда же он произвёл первый выстрел, пытаясь отпугнуть корреспондентов.
Сразу после захвата преступник стал отпускать заложников мужчин, оставив в автобусе только женщин. Одной из заложниц преступник приказал сделать надпись на лобовом стекле автобуса — «он убьёт всех в 6 утра». Позднее преступник отпустил одну из заложниц, которая, как позднее выяснилось, из-за волнения перенесла инсульт, у неё парализовало левую сторону и она лишилась речи. В результате переговоров Сандро потребовал деньги и возможность беспрепятственно уехать на автобусе. По свидетельству очевидцев, всё время преступник вёл себя очень нервно и неадекватно. В частности он приказал присесть одному из заложников и выстрелил в его сторону, изобразив, что убил его.
В 06:50 Сандро решил выйти из автобуса, прикрывшись заложницей Жейзой Фирмо Гонсалес. Боец батальона специальных операций, скрывавшийся за кабиной автобуса, подошёл сзади к Сандро, прикрывавшемуся заложницей, и произвёл выстрел. Несмотря на то, что боец спецназа остался незамеченным, он промахнулся и попал в подбородок заложнице, Сандро также открыл стрельбу и попал в заложницу, после чего был задержан полицией. Заложница в результате стрельбы погибла Толпа попыталась линчевать преступника, его в суматохе и спешке погрузили в полицейский автомобиль. В автомобиле преступник был задушен полицейскими, которые впоследствии на следствии утверждали, что это произошло случайно и в результате агрессивного поведения Сандро. Полицейские были преданы суду по обвинению в убийстве, но были оправданы

## В культуре
По мотивам данного преступления в Бразилии было снято два фильма. В 2002 году режиссёром Жозе Падильей был снят документальный фильм «Автобус 174». В 2008 режиссёр Бруно Баррето снял художественный фильм «Последняя остановка 174-го». Теракт обыгрывается также в одной из серий сериала «Семейные узы».